# Виленское общество друзей наук
Виленское общество друзей наук (пол. Towarzystwo Przyjaciуі Nauk) — общественная организация, существовавшая в Вильно в 1907—1939 годах. Задачи: исследование истории, этнографии и культуры Литвы, Белоруссии и Польши.

## Издательская и научная деятельность

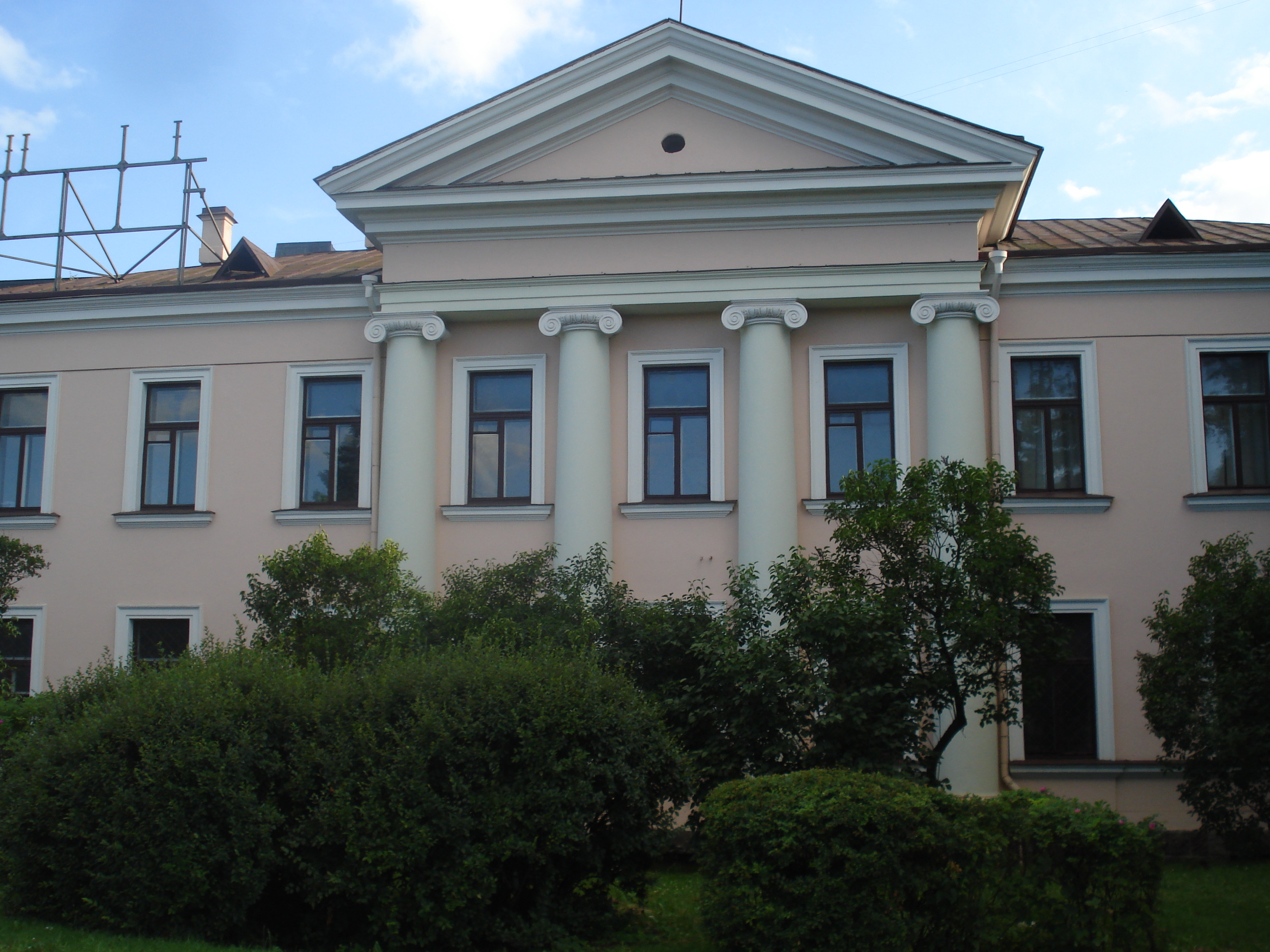
Здание Общества друзей наук

Основано по инициативе Альфонса Парчевского. Деятельность Общества была направлена на развитие исследований с точки зрения истории, этнографии, природы и статистики, и в целом польской науки, литературы и искусства в виленском регионе.
Общество в первой половине XX века, наравне с Университетом Стефана Батория, играло большую роль. Им издавался „Rocznik Towarzystwa…“ («Ежегодник Общества…» (1907−1922), „Ateneum Wilenskie“ («Атениум виленский» (1923−1939), где рассказывалось о прошлом Речи Посполитой, Великом княжестве Литовском, давались документы, текущая историческая библиография. Членами и, часто корреспондентами Общества, являлись Тадеуш Чеховский, Стефан Эренкройц, историк медиевист Людвик Коланковский, известный банкир и меценат Юзеф Монтвилл, Генрик Неводничаньский, писательница Элиза Ожешко, историк литературы Станислав Пигонь, Чеслав Янковский, Владислав Тышкевич, Владислав Захорский и другие.

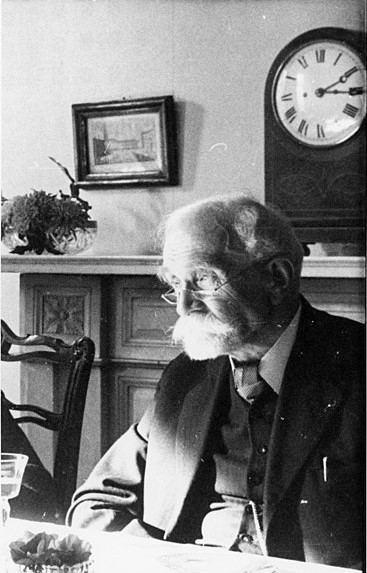
Станислав Костялковский

Была собрана большая библиотека: так, там находились рукописи Адама Мицкевича, Яна Карловича и Яна Шванского, этнографические собрания Михаила Федеровского, Казимира Французовича, письма Франтишка Богушевича и другие. Теперь это находится в литовских архивах.
После 1939 года для Общества, как и для многих других польских научных и культурных учреждений, начался сложный период. Последний председатель Общества профессор Станислав Костялковский был арестован летом 1941 года и отправлен на Урал. В 1941 году, при немецкой оккупации, Общество прекратило свою деятельность. Костялковский освобожден в феврале 1942 года и оказался в Иране вместе с армией Андерса.

## Председатели Общества
- Ян Курчевский[пол.] (1907—1916)
- Владислав Захорский (1916—1927)
- Альфонс Парчевский (1927—1933)
- Марианн Здеховский (1933—1938)
- Станислав Костялковский (1938—1940)